# Sarin (estrella)

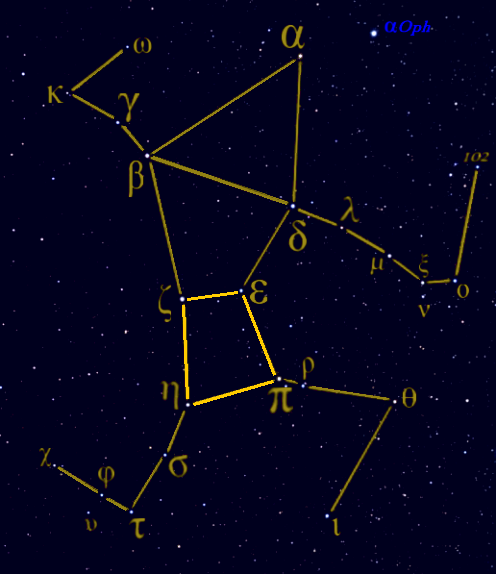
Vista histórica de la constelación de Hércules

Sarin es el nombre de la estrella δ Herculis (δ Her, 65 Herculis). De magnitud aparente +3,14, es la tercera más brillante de la constelación de Hércules después de Kornephoros (β Herculis) y ζ Herculis. Se encuentra a 79 años luz del sistema solar.
Sarin es una estrella binaria cuyas componentes, separadas tan solo 0,06 segundos de arco, solo pueden ser resueltas mediante técnicas de interferometría. Aunque catalogada como subgigante de tipo espectral A3IV, la estrella principal (Sarin Aa), parece ser una estrella blanca de la secuencia principal con solo 370 millones de años de edad. Tiene una temperatura de 8500 K y una luminosidad 18,5 veces mayor que la del Sol. Su elevada velocidad de rotación, de al menos 270 km/s, hace que complete un giro sobre sí misma en menos de 9 horas.
A partir de su magnitud absoluta visual, la estrella secundaria (Sarin Ab) es, probablemente, una estrella de tipo F0 con una temperatura de 7500 K y una luminosidad 6,8 veces mayor que la solar. La separación entre ambas componentes es de al menos 1,45 UA que, junto a una masa total del sistema de 3,6 masas solares, da como resultado un período orbital de 335 días.
Sarin B, Sarin C y Sarin D son tres estrellas visualmente a 12, 172 y 192 segundos de arco de Sarin A respectivamente. El movimiento de ellas no concuerda con el de Sarin A, por lo que se piensa que no están asociadas.